# Grayling (Alaska)
Grayling ist ein Ort mit dem Status einer City in der Yukon-Koyukuk Census Area in Alaska. Das U.S. Census Bureau hatte bei der Volkszählung 2020 eine Einwohnerzahl von 210 ermittelt. In Jahren mit ungerader Jahreszahl führt das Iditarod-Hundeschlittenrennen an Grayling vorbei.

## Geographie
Grayling befindet sich im Westen von Alaska. Der Ort liegt am rechten Flussufer des unteren Yukon River, der auf diesem Abschnitt nach Süden strömt. Westlich von Grayling erheben sich die Nulato Hills. Der Ort liegt auf einer Höhe von 21 m 560 km westnordwestlich von Anchorage. Knapp 30 km südlich, flussabwärts am Yukon River gelegen, befindet sich Anvik. Bei Grayling befindet sich der Flugplatz Grayling.

## Geschichte
Im Jahr 1900 beschrieb Lieutenant Cantwell vom U.S. Revenue-Cutter Service (USRCS) den Ort Grayling als ein Indianerdorf mit ungefähr 75 Menschen, einem Ladengeschäft und einem großen Holzlagerplatz zur Versorgung der Flussdampfer auf dem Yukon River. 1969 erhielt Grayling den Status einer City.

## Demografie
Zum Zeitpunkt der Volkszählung im Jahre 2020 (U.S. Census 2020) hatte Grayling 210 Einwohner auf einer Landfläche von 29,08 km². Von den Einwohnern waren 5 weiß sowie 187 amerikanisch-indianischer Abstammung.
Beim Zensus im Jahr 2000 wurden 194 Einwohner gezählt, 2010 waren es ebenfalls 194.